# Rdeči gozd
Rdeči gozd (ukrajinsko Рудий ліс, latinizirano: Rudyj lis) je 10 kvadratnih kilometrov velik gozd, ki obkroža Černobilsko jedrsko elektrarno v bližini Pripjata v Ukrajini. Nahaja se v območju černobilskega izključitvenega območja. Ime Rdeči gozd izvira iz ingverno rjave barve borovcev, ki so propadli po absorpciji visoke ravni sevanja zaradi černobilske nesreče 26. aprila 1986. V operacijah čiščenja po katastrofi je bil Rdeči gozd podrt z buldožerji in pokopan v »pokopališčih odpadkov«.
Območje Rdečega gozda je še danes eno najbolj radioaktivno kontaminiranih območij na svetu. Zadrževanje na območju gozda je strogo prepovedano, po cesti, ki je speljana ob gozdu, pa vozila vozijo zelo hitro, da bi se tako izognila veliki dozi sevanja, ki lahko postane tudi smrtno nevarna.

## Poškodbe gozda zaradi sevanja
Rezultati sevalnih poškodb borovega gozda so bili neposredno odvisni od prejetih doznih obremenitev sevanja. Glede na naravo sevalne škode so znanstveniki opredelili štiri območja rdečega gozda:
1. Območje popolnega uničenja iglavcev z delnimi poškodbami listavcev (tako imenovani "Rdeči gozd"). Ravni absorbiranih doz (po izračunih znanstvenikov) z zunanjim obsevanjem v letih 1986–1987 so znašale 8000–10.000 radiaktivnosti pri največji hitrosti izpostavljenosti 500 mR/uro in več. Površina tega območja je približno 4,5 tisoč hektarjev. Na tem območju so nadzemni organi borovcev popolnoma odmrli, iglice pa so dobile opečno barvo. Ves gozd je tako rekoč "pogorel", v njem pa so se nabrale precejšnje količine radioaktivnih snovi. Potreba po pokopu odmrlega lesa je posledica njegove močne kontaminacije z radioaktivnimi snovmi. Na ozemlju Rdečega gozda so sprejeli prednostne ukrepe za obnovo gozda. Gozd se že obnavlja na površini 500 hektarjev tega ozemlja.
2. Območje subletalnih gozdnih lezij, v katerem je odmrlo od 25 do 40 % dreves, večina gozdne podrasti (1–2,5 m v višino) pa je odmrla takoj. Pri okrog 90–95 % dreves so mladi poganjki in brsti močno poškodovani in odmrli. Absorbirani odmerek sevanja je 1000–8000 g, stopnja izpostavljenosti pa 200–250 mR / uro. Območje območja je bilo 12,5 tisoč hektarjev, vključno z borovimi gozdovi - 3,8 tisoč hektarjev.
3. Območje zmernih poškodb borovega gozda. Za to območje je bil značilen propad predvsem mladih poganjkov, iglice pa so rumenele le na nekaterih predelih vej. V rasti bora so bila tudi majhna morfološka odstopanja, vendar so te rastline ohranile svojo vitalnost. Absorbirani odmerek sevanja je 400–500, stopnja izpostavljenosti pa 50–200 mR/uro. Površina tretjega območja je bila 43,3 tisoč hektarjev, vključno z borovimi gozdovi - 11,9 tisoč hektarjev.
4. Območje šibke lezije, kjer so bile nekatere nepravilnosti v rastnih procesih. Na borovcih niso našli vidne škode. Vsa drevesa so ohranila normalno rast in barvo iglic. Absorbirani odmerek sevanja je bil 50–120 radioaktivnosti, stopnja izpostavljenosti pa 20 mR / uro.